# Le Labyrinthe des passions
Pour plus de détails, voir Fiche technique et Distribution.
Le Labyrinthe des passions (Laberinto de pasiones) est un film espagnol réalisé en 1982 par Pedro Almodóvar, avec Cecilia Roth.

## Synopsis
Sexilia, fille d'un célèbre gynécologue spécialiste de la stérilité, est chanteuse de punk et nymphomane. 
Riza Nero, héritier de l'empire du Tiran, erre dans Madrid à la recherche d'une aventure homosexuelle. Lors d'une soirée, il se fait embaucher par un groupe de rock en détresse, et fait un carton en nouveau chanteur. Il rencontre Sexilia et les deux se découvrent un amour fou l'un envers l'autre. Amour qui restera platonique jusqu'à la dernière scène du film.
Mais des terroristes en veulent à Riza, les deux amoureux sont obligés de fuir Madrid.

## Fiche technique
- Titre original : Laberinto de pasiones
- Titre français : Le Labyrinthe des passions
- Réalisation : Pedro Almodóvar
- Scénario : Pedro Almodóvar et Terry Lennox
- Décors : Pedro Almodóvar, Andrés Santana
- Costumes : Alfredo Caral
- Photographie : Angel Luis Fernandez
- Montage : José Salcedo
- Musique : Bernardo Bonezzi, Pedro Almodóvar, Fany McNamara
- Production : Pedro Almodóvar
- Société de production : Alphaville
- Pays d'origine :  Espagne
- Langue originale : espagnol
- Format : couleur (Eastmancolor) - 1.66:1 - 35 mm - son mono
- Durée : 100 minutes
- Date de sortie :
  - Espagne : 25 septembre 1982 (festival de San Sebastián) ; 29 septembre 1982 (sortie nationale)
  - Argentine : 16 décembre 1982
  - France : 20 mars 1991

## Distribution
- Cecilia Roth : Sexilia / Queti après la chirurgie esthétique
- Imanol Arias : Riza Niro (alias Johnny), le fils de l'empereur tiranien en exil
- Helga Liné : Toraya, l'ex-impératrice du Tiran
- Marta Fernández Muro (es) : Queti
- Fernando Vivanco : le gynécologue, père de Sexilia
- Ofelia Angélica : Susana
- Ángel Alcázar (es) : Eusebio, l'ancien chanteur du groupe
- Cristina S. Pascual : la fiancée d'Eusebio
- Concha Grégori : Angustias
- Fany McNamara : Fabio, le travesti
- Antonio Banderas : Sadec, un opposant de l'empereur tiranien
- Luis Ciges : le père de Queti
- Agustín Almodóvar : Hassan, un opposant de l'empereur tiranien
- María Elena Flores (es) : Remedios
- Santiago Auserón : Ángel
- Paco Perez Brian : Manuel Ángel
- Javier Pérez-Grueso (es) : Santi
- Eva Carrero : Sexilia enfant

Non crédités au générique :
- Pedro Almodóvar : Pedro, l'ami de Fabio, chanteur et directeur de roman-photo
- Ouka Leele
- Costus (es)
- Pablo Pérez-Mínguez
- Carlos Berlanga (es)

## Commentaires
Comme dans ses films de la première époque, les films d'Almodóvar sont un enchaînement de situations absurdes, comiques et tragiques à la fois. Dans ce film en particulier, un hommage 
critique, voire moqueur[réf. nécessaire], est rendu au courant artistique de Madrid à l'époque, la Movida, dont fait partie Almodóvar.
Almodóvar donne ainsi un rôle à ses amis de la Movida. Ainsi, apparaissent des peintres, photographes et musiciens tels que Fabio de Miguel, Javier Pérez-Grueso (es), Ouka Leele, Costus (es), Pablo Pérez-Mínguez et Carlos Berlanga (es).

## Autour du film
- Ce film révéla le jeune acteur qu'était Antonio Banderas : c'est en effet son premier film.
- Musique : Almodóvar, en plus de ses chansons originales : Suck it to Me et Gran Canga, rend aussi hommage au cinéma italien des années soixante avec des extraits des musiques de Nino Rota tirées de La Dolce Vita et de Rocco et ses frères.